# Joachim Weickert
Joachim Weickert (* 15. März 1965 in Ludwigshafen am Rhein) ist ein deutscher Mathematiker und Professor für Mathematik und Informatik.
Er studierte an der Universität Kaiserslautern von 1984 bis 1991, erhielt dort 1991 sein Diplom in Technomathematik und wurde 1996 mit dem Dissertationsthema „Anisotropic Diffusion in Image Processing“ am Fachbereich Mathematik promoviert.
2001 habilitierte er an der Universität Mannheim in Informatik. Er arbeitete als wissenschaftlicher Mitarbeiter an der Universität Kaiserslautern, als Postdoktorand an den Universitäten Utrecht (Niederlande) und Kopenhagen (Dänemark), sowie als Hochschulassistent an der Universität Mannheim.
Seit 2001 ist er Professor der Mathematik und Informatik an der Universität des Saarlandes in Saarbrücken, wo er die Arbeitsgruppe für Mathematische Bildanalyse leitet. Seine Forschungsgebiete sind Bildverarbeitung, Computer Vision und Wissenschaftliches Rechnen.

## Ehrungen
- 2010: Leibnizpreis der Deutschen Forschungsgemeinschaft (DFG)
- 2011: Mitglied der Academia Europaea
- 2016: Prix Jean Kuntzmann der Universität Grenoble